# Cadmiumelektrolyt
Cadmiumelektrolyte sind wässrige Lösungen, die in der Galvanotechnik zur Erzeugung eines Cadmiumüberzugs auf Metall- und Kunststoffgegenständen verwendet werden.
Die gebräuchlichsten Cadmiumelektrolyte sind Lösungen auf der Basis des Komplexsalzes Natriumtetracyanocadmat Na2[Cd(CN)4].
Cadmium ist dem Zink sehr ähnlich. Die vorteilhaften Eigenschaften von Cadmium gegenüber Zink liegen im Korrosionsschutz, ohne Weißrost zu bilden.
Aufgrund der Toxizität von Cadmium ist die Verwendung in der Europäischen Union bei Elektro- und Elektronikgeräten durch die RoHS-Richtlinien beschränkt und nur noch in Ausnahmen erlaubt.